# グスタフ・シュトレーゼマン

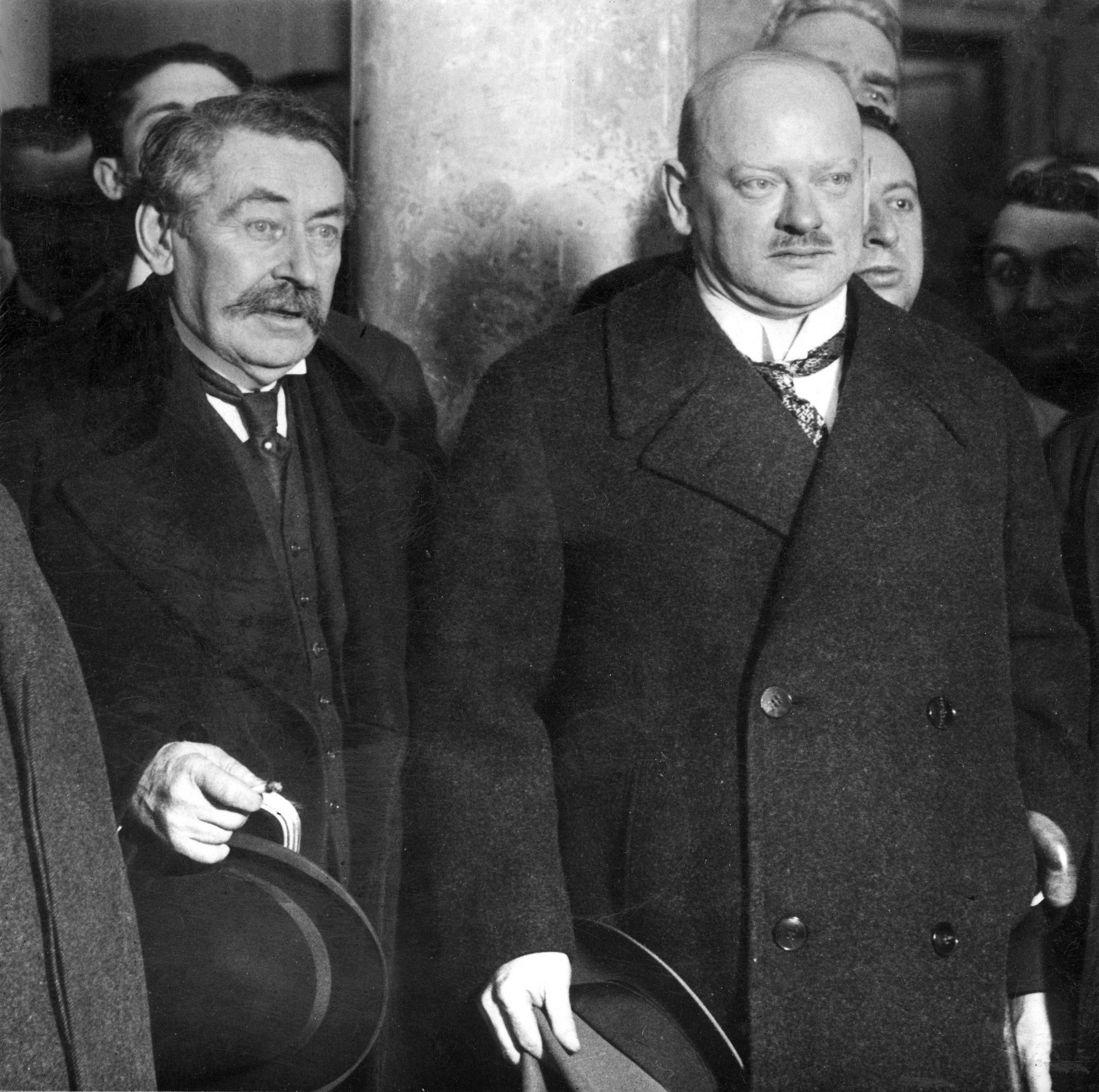
仏外相ブリアンと（1926）

グスタフ・シュトレーゼマン（Gustav Stresemann、1878年5月10日 - 1929年10月3日）は、ドイツ・ヴァイマル共和政期の政治家である。1923年8月から11月まで首相を務める。外務大臣としても活躍し、1926年にフランス外相アリスティード・ブリアンと共にノーベル平和賞を受賞した。

## 経歴

### 自由主義政治家
ベルリンのビール醸造家兼宿屋の家庭に生まれる。5人兄弟のうち彼のみがギムナジウムに進学。学校の教科では歴史を好み、ナポレオンやゲーテといった偉人の伝記を読むことを好んだ。1897年にアビトゥーアに合格し、翌年からライプツィヒ大学で史学と文学を学ぶが、途中で経済学に転じる。学生時代は学生団体のスポークスマンを務めた。1901年にベルリンの瓶ビール産業について書いた論文で博士号を取得。彼が生まれ育った地区には中小企業の工場が多くあり、その見聞が彼の世界観形成に影響したと思われる。同年から地元のチョコレート産業組合でロビイストとして働き始める。
1902年にザクセンの工業家組合の設立に参画し、翌年大学時代の学友の妹で実業家の娘・ケーテと結婚、2児をもうける。彼女はユダヤ人だった。同年、フリードリッヒ・ナウマンの政治思想に共感し国民自由党に入党、政治活動を始める。1906年にドレスデン市議に当選すると、ザクセンに於ける国民自由党の有力な政治家として頭角を現し、1907年に最年少で帝国議会議員に当選する。1910年には「産業連盟」の代表委員に就任。しかし社会政策を重視するグスタフは産業界の意向を代弁する党内右派と対立し、党代表部に選出されないどころか1912年には議会から落選する。

### 世界大戦・共和国
その後しばらく実業界に身を投じてアメリカ合衆国やカナダに外遊するが、1914年に帝国議会議員に再選し、政界復帰を果たしている。政治的立場としてはリベラル保守に属するものの君主制の支持者でもあり、ドイツ植民地協会やドイツ・アメリカ貿易協会に属していた彼はドイツ帝国の拡張政策には概ね支持の姿勢を通し、第一次世界大戦や無制限潜水艦作戦にも賛成している。大戦中の1917年、副党首に就任。国民自由党と進歩党の合同に腐心するが失敗に終わる。
1918年のドイツ革命後はドイツ民主党・中央党に参画しようとするも拒絶される。結局、国民自由党の右派を糾合する形でドイツ人民党を結成する。その党是として「世界におけるドイツの威信回復」を掲げ、市場主義経済を信奉し社会民主党に対しては批判的な姿勢を保ちながらも、ヴァイマル共和政自体は否定しなかった。1920年の総選挙で彼の党はやや議席を増やし、フェーレンバッハ内閣の連立に加わった。グスタフは党議員団長を務め、議会の外交委員会委員長に就任。彼は現実主義外交を提唱した。

### 首相・外相としての活躍

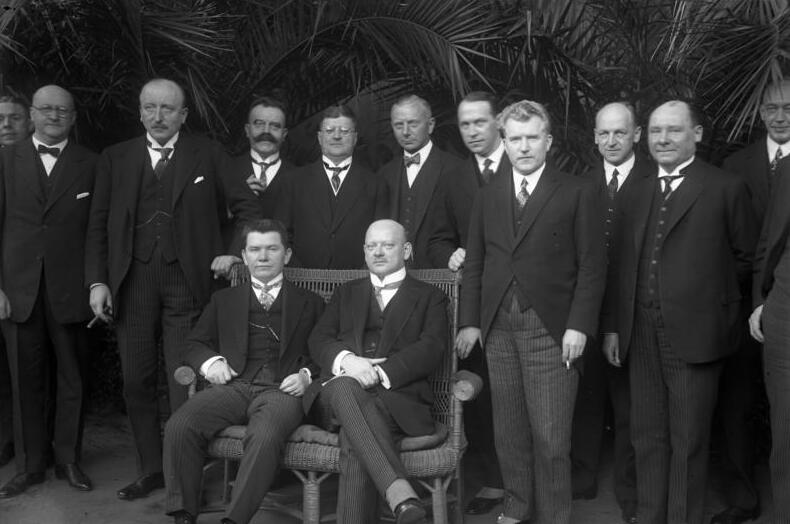
リトアニア首相ヴォルデマラス（左）とシュトレーゼマン（右）が1928年に会談した際に撮影

ドイツからの賠償金取り立てを目論むフランス軍がルール地方を占領し、インフレーションが亢進していた1923年8月に首相兼外務大臣に就任、ブルジョア保守派・中道派・社会民主党からなる大連立政権を組織した。首相としては暫くして財務大臣になったハンス・ルターや帝国通貨全権委員となったヒャルマル・シャハトと共にレンテンマルクに切り替えるデノミネーションを実施、インフレを沈静化させるのに成功した。しかしミュンヘン一揆の首謀者の処遇が問題化し、また右派の支配するバイエルン州に友好的なのに対して左派の支配するザクセン州には敵対的だったことが批判され、大連立から社会民主党が離脱。内閣不信任案が可決され、3ヶ月で首相を辞任した。
その後はマルクス内閣に外務大臣として入閣。続く複数の内閣で外相を務めた彼はフランスとの関係正常化に努め、1924年にドーズ案によって賠償金の減額に成功、1925年にはイギリス・フランス・イタリア・ベルギーとロカルノ条約を締結し相互不可侵を約し、ドイツは国際連盟への加盟を認められた。このロカルノ条約の締結に尽力したとして翌1926年にアリスティード・ブリアン（フランス外相）と共にノーベル平和賞を受賞した。彼はフリーメイソンの会員であった。国際汎ヨーロッパ連合の共同設立者でもあるフランス首相エドゥアール・エリオなどもそう確信していたというが、彼は実際にフリーメイソンであり、当時それが広く知られていたことは、ドイツの愛国主義者から非難される要因となった。スイスのフリーメイソン団体はシュトレーゼマンに「ブラザー（つまりフリーメイソン）・ブリアン」とともにノーベル賞を受賞したことへの祝い状を送った。

## 死去と評価

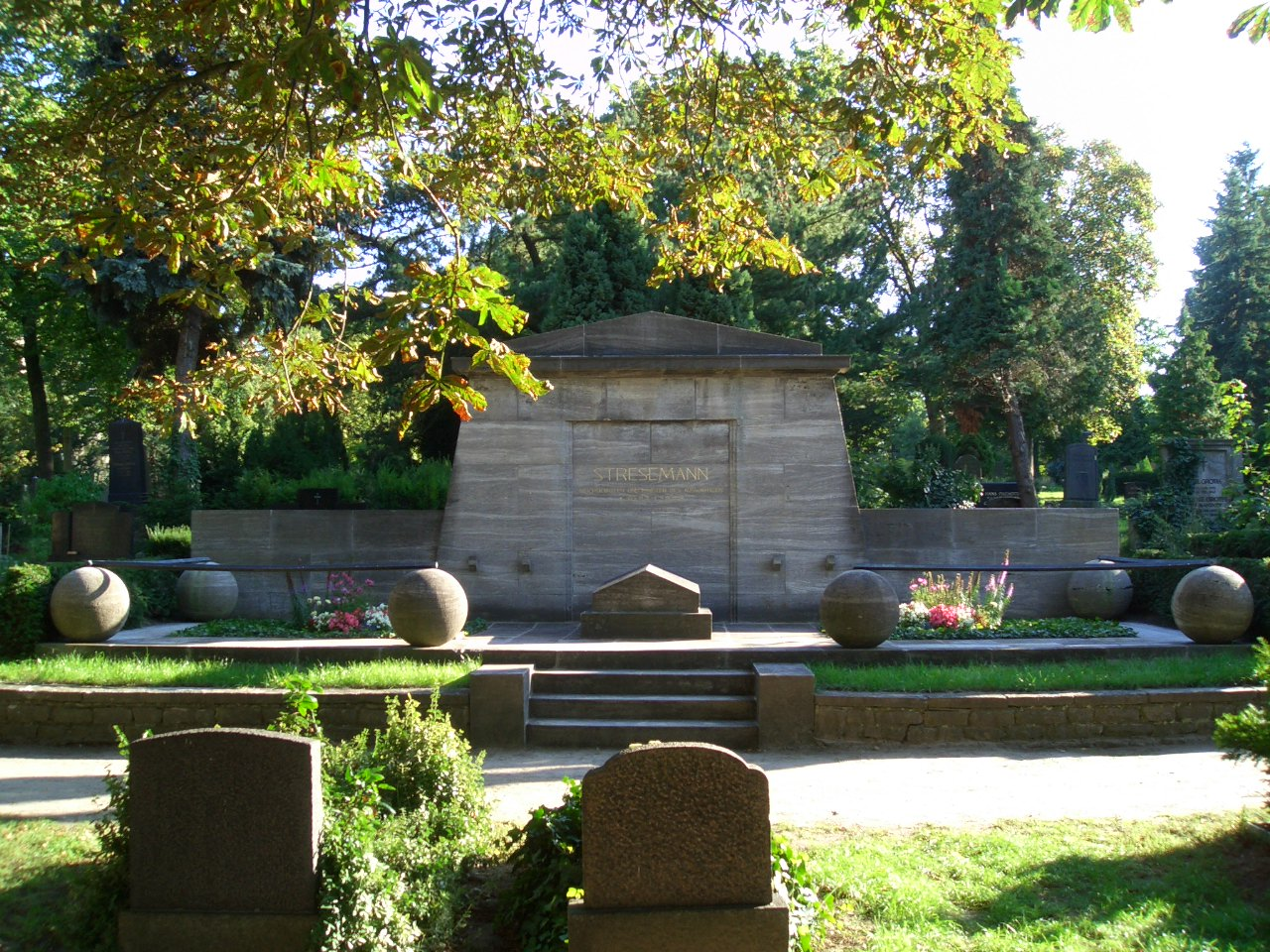
ベルリンにあるシュトレーゼマンの墓

1928年、ハイデルベルク大学から名誉博士号を贈られる。しかし外務大臣としての激務からその頃から体調を崩しがちになり、1929年に脳卒中のため急死した。直後に世界大恐慌が始まり、彼の死は経済恐慌と結びつけられて、ヴァイマル共和国の平和な時代の終わりを告げる画期としてとらえられている。
かつての敵国であるイギリス・フランスと和解し欧州統合の先駆けを作った政治家としてシュトレーゼマンは記憶されているが、彼自身はヴェルサイユ条約改正論者でありオーストリア併合を含むドイツ東部国境の見直しを目指していたとされるが、オーストリア併合については実現可能性について懐疑的であったとの見方もある。1928年にレイモン・ポアンカレと会談した際、ドイツとオーストリアの大多数の国民は合併を支持しているが、「政治においては、感情の問題と政治的現実とを区別することが必要である」と述べたという。従って、例えばポーランドに対しては領土問題で強硬的な姿勢を崩していない。賠償金の履行政策やロカルノ条約・国際連盟加盟といった一連の協調外交も条約改正という自国の国益を目指しつつ推進したものであった。

## 人物
シュトレーゼマンはモーニングコートやフロックコートに代わり執務服としてディレクターズスーツを導入し、晩年は会談の席でも着用したことから大陸ヨーロッパではディレクターズスーツを『シュトレーゼマン』と呼ぶことがある。
子息のウォルフガング・シュトレーゼマン（1904年 – 1998年）は法律家となり、ベルリン・フィルハーモニー管弦楽団の支配人を長期間務めてヘルベルト・フォン・カラヤン率いるベルリン・フィルの全盛期を支えた。